# Methylpropaan
Methylpropaan, vroeger bekend onder de naam iso-butaan of i-butaan en in de handel als R600a, is een licht ontvlambaar kleurloos gas. De verbinding is een structuurisomeer van butaan.

## Toepassingen
Methylpropaan wordt vaak gebruikt als drijfgas in spuitbussen en als koelmiddel in koelkasten, als milieuvriendelijk alternatief voor CFK's.